# Camellia wardii
Camellia wardii är en tvåhjärtbladig växtart som beskrevs av Clarence Emmeren Kobuski. Camellia wardii ingår i släktet Camellia och familjen Theaceae. Utöver nominatformen finns också underarten C. w. muricatula.